# Guido van der Valk
Guido van der Valk (26 januari 1980) is een Nederlandse golfprofessional.

## Jeugd
Guido van der Valk groeide op in Lelystad en begon op 7-jarige leeftijd met golf. Zijn eerste landelijke overwinning haalde Guido op 9-jarige leeftijd bij de Nationale Nederlanden Mini Golfdag in 1990. Een jaar later herhaalde hij dat. In 1993 werd hij lid op Golfclub Almeerderhout en enkele maanden later kwam hij in de landelijke C-selectie. Via het Boys Team kwam hij in 1999 in het Oranje Team.

## Amateur
In 2000 haalde hij de kwart finale bij het British Amateur, en werd individueel 8ste bij de Eisenhower Trophy. Hij kreeg aanbiedingen om in de Verenigde Staten te studeren, maar besloot professional te worden.
In 2001 won hij de Troia Cup in Portugal, het Nationaal Open, de Ormit Golf Tour op Broekpolder en de qualifying school in Nederland.

## Professional
Eind 2001 werd Van der Valk professional. In 2002 speelde hij enkele toernooien op de European Challenge Tour en werd 9de bij de Golf Montecchia Challenge Open in Italië. Na nog enkele goede resultaten eindigde hij 36ste op de Order of Merit en kreeg een vaste spelerskaart voor 2003.
Het jaar 2003 verliep moeizaam, waardoor hij in 2004 op de EPD Tour speelde. Eind 2004 stond hij daar op de 9de plaats. In 2004 won hij de ABN AMRO Trophy in Spanje en werd hij 52ste op het KLM Open op de Hilversumsche Golf Club.
Van der Valk speelt sinds 2005 op de Aziatische PGA Tour en woont in Manilla. Eind 2011 heeft hij daarop 82 toernooien gespeeld en 27 cuts gehaald. 
In 2008 eindigde hij daar op de 52ste plaats, hetgeen betekende dat hij in 2009 aan alle toernooien mee kon doen.

In 2009 mocht Van der Valk weer op het KLM Open spelen. Robert-Jan Derksen en hij waren de enige twee Nederlanders die zich voor het weekend kwalificeerden. De rest van het jaar liep minder goed, hij miste 10 van de 20 cuts.
Het jaar 2010 begon goed maar verliep verder moeizaam. In januari ging hij naar de Tourschool, verloor de play-off maar had weer een spelerskaart voor Azië. Wegens het spelen op de concurrerende OneAsia Tour kreeg hij een boete van US$ 20.000 en een tijdelijk speelverbod opgelegd. Hij speelde dus maar 14 toernooien. Hij werd 4de in het Johnnie Walker Cambodian Open hetgeen hielp in de top 61 van de Order van Merit te komen om zijn spelerskaart te behouden. Bij het volgende en laatste toernooi, de Black Mountain Masters in Thailand, miste hij echter de cut met twee slagen en bleek hij toch zijn kaart te verliezen.
In 2011 werd hij tweede op de Tourschool. Hij won de PGM-MIDF-KLGCC Classic, het laatste toernooi van de ADT Tour (in 2010 opgerichte Challenge Tour van de Asian Tour) met zeven slagen voorsprong. Ook speelde hij zeven toernooien op de Aziatische Tour. In september kwam hij in de play-off bij de Singapore Classic, waar vijf spelers een score van -21 hadden. Himmat Rai uit India won, Guido van der Valk werd 2de. Bij het Thailand Golf Championship eindigde hij op de zesde plaats waardoor hij net genoeg verdiende om zijn kaart te behouden.

### Gewonnen
- 2004: ABN AMRO Trophy in Spanje
- 2011: PGM-MIDF-KLGCC Classic